# Traktat poetycki
Traktat poetycki – poemat Czesława Miłosza wydany w 1957 w Paryżu przez Instytut Literacki jako 19. tom Biblioteki „Kultury”.

Utwór wcześniej ukazał się na łamach paryskiej „Kultury” (1956, nr 6, 1957, nr 1-2). W 1957 książka została uhonorowana nagrodą paryskiej „Kultury”. W przedmowie (2001) autor wyjaśnia: 

„Traktat poetycki” zacząłem pisać w grudniu 1955 roku w podparyskim miasteczku Brie-Comte-Robert, a ukończyłem wiosną w Montgeron, również w okolicach Paryża. Treścią jego są dzieje poezji polskiej w dwudziestym wieku, a raczej refleksja nad jej miejscem wśród wydarzeń historycznych tego stulecia. (…) Są też inne elementy autobiograficzne. Chodziło wtedy, zaraz po wojnie, o odpowiedź na pytanie, jakie są obowiązki poety polskiego wobec jego języka oraz wobec kraju poddanego narzuconej z zewnątrz przemianie.

Traktat, będący połączeniem gawędy, rozprawy filozoficznej i eseju – naszpikowany tytułami, cytatami, aluzjami i nazwiskami pisarzy – jest próbą ukazania historii poezji polskiej (języka, kultury, mentalności) od czasów Młodej Polski (Stanisław Wyspiański), poprzez dwudziestolecie międzywojenne (poeci Skamandra i grupy Żagary), lata wojny i okupacji (m.in. Krzysztof Kamil Baczyński), aż do okresu powojennego. W opinii Miłosza poezja polska XX w. nie stanęła na wysokości zadania, nie sprostała dziejowym kataklizmom. Zawiniła tu obca metafizyce tradycja warszawska, mazowiecka – przeciwstawiona przez poetę nurtowi „litewskiemu”, reprezentowanemu przez Mickiewicza. Konsekwencją tego jest wizja historii traktowanej jako konieczność, zdeterminowanej przez demonicznego Ducha Dziejów. Właściwym zadaniem poezji jest wydobycie ze zmienności, ruchu, „stawania się” i względności tego, co wieczne, trwałe i pewne („z ruchu podjąć moment wieczny”).
Traktat poetycki uważany jest za najbardziej „polski” utwór Miłosza, bez odpowiedniego klucza mało czytelny dla odbiorcy spoza naszego kręgu kulturowego. Mimo to został przełożony na angielski, czeski, rosyjski i szwedzki. Do wydania amerykańskiego (Nowy Jork 2001) poeta napisał obszerny komentarz w formie rozbudowanych przypisów, zawierających elementy autobiograficzne i rozważania filozoficzne.

## Zawartość
- Wstęp
- I. Piękne czasy
- II. Stolica
- III. Duch dziejów
- IV. Natura
  - Oda (O październiku...)

## W oczach krytyków
- Konstanty Jeleński: „Co za bogactwo! Czytałem ze wzruszeniem”.
- Czesław Straszewicz: „Traktat poetycki jest cudowny. Ja, stary prozaik, mało czuły na wiersze – głośno sam sobie odczytuje strofy i aż mnie zatyka”.
- Andrzej Bobkowski: „Choć nie znoszę poezji, to z rozpaczy przeczytałem w całości: Traktat poetycki Miłosza i powiało, i zabłysło mi szlachetnym metalem”.
- Aleksander Wat: „To szczyt, na jakim nasza poezja nie była od stu lat”[3].
- Julian Przyboś: „Miłosz zbyt często popada w prozaiczność; ostatnio zwersyfikował dywagacje historiozoficzne i tę prozę – tyle tylko, że chaotyczną, nazwał nie wiadomo dlaczego Traktatem poetyckim”[4].

## Wydania polskie
- Paryż: Instytut Literacki, 1957
- Warszawa: Signum, 1980, 1981
- Suwałki: Q. Oficyna Wydawnicza NSZZ „Solidarność” Regionu Pomorze, 1981
- Poznań; Wydawnictwo centrum Informacyjnego NZS UAM, 1981
- Kraków: Wydawnictwo Literackie, 2001 (z obszernym komentarzem autora w formie przypisów pod tekstem)

Łącznie z Traktatem moralnym
- Warszawa: Niezależna Oficyna Wydawnicza NOWA, 1978
- Warszawa: Czytelnik, 1982
- Kraków: Wydawnictwo Literackie, 1996, 1998 (Lekcja Literatury z Czesławem Miłoszem, Aleksandrem F-utem i Andrzejem Franaszkiem)

## Przekłady na języki obce
- Traktater på vers: Traktat om moralen, Traktat om poesin, Sex föreläsningar på vers, Traktat om teologin (przedmowa i przekład: Jurek Hirschberg), Umeå: h:ström – Text & Kultur, 2016
- A Treatise on Poetry, New York: The Ecco Press/HarperCollins Publishers, 2001
- Traktáty a přednášky ve verších, Olomouc: Votobia, 1996
- Poètičeskij traktat, Ann Arbor: Ardis Publishers, 1982

## Recenzje i omówienia
- Błoński Jan, O „Traktacie poetyckim”, „Twórczość” 1983, nr 12, s. 73–82.
- C.D., „Nowe Książki” 2001, nr 9, s. 46–47.
- Dudek Jolanta, Główne nurty poezji polskiej w dwudziestym wieku z historią w tle i aktualne obowiązki poety – według „Traktatu poetyckiego z moim komentarzem”  (2001) Czesława Miłosza, [w:] Od polityki do poetyki, red. C. Zalewski, Kraków 2010, s. 127–170.
- Dźwinel Kamil, Poetycka historia i krytyka literatury w ujęciu Czesława Miłosza, „Archiwum Emigracji” 2011, z. 1-2, s. 33–41.
- Gorczyńska Renata, „Traktat poetycki”. Objawienie literackie w USA, „Zeszyty Literackie” 2001, nr 76, s. 131–137.
- Heydel Magda, „Traktat poetycki” Czesława Miłosza po angielsku w kontekście stereotypu (nie)przekładalności, „Teksty Drugie” 2003, nr 5, s. 152–165.
- K.M., „Kwartalnik Artystyczny” 2001, nr 3, s. 206–207.
- Kwiatkowski Jerzy, Poeta epoki, „Życie Literackie” 1957, nr 11, s. 3, 6.
- Lektor, Miłoszowi na urodziny, „Tygodnik Powszechny” 2001, nr 27, s. 21.
- Łapiński Zdzisław, „I z ruchu zebrać moment wieczny”, „Tygodnik Powszechny” 1957, nr 16, s. 9–10.
- Łukasiewicz Jacek, Poeta o poetach, „Teksty Drugie” 2001, nr 3-4, s. 57–71.
- Masłoń Krzysztof, „Książki. Magazyn literacki” 2001, nr 8, s. 56.
- Masłoń Krzysztof, Z pierwszej ręki, „Rzeczpospolita” 2001, nr 173, s. A9.
- Matuszewski Ryszard, O traktacie poetyckim Czesława Miłosza, „Nowa Kultura” 1957, nr 8, s. 2.
- Melkowski Stefan, Poezja epoki. O poematach-traktatach Czesława Miłosza, „Temat” 2007, nr 8-10, s. 10–30.
- P.H. (Paweł Hertz), „Traktat poetycki”, „Przegląd Kulturalny” 1957, nr 10, s. 3.
- Piechal Marian, O poezji Czesława Miłosza, „Kronika” 1957, nr 2, s. 4.
- Rymkiewicz Jarosław Marek, Klasycyzm, ale jaki? Bo był też sowiecki, „Życie” 1997, nr 156, s. 10.
- Tchórzewski Andrzej, Oddech wspólny w obu „Traktatach”. Miłosz jako krytyk, krytyka wobec Miłosza, „Poezja” 1981, nr 5-6, s. 213–221.
- Vendler Helen, Trójgłosowy lament, „Plus Minus” 2001, nr 52, s. 1–3.
- Zaleski Marek, O poezji „traktatowej”, „Pamiętnik Literacki” 1977, z. 3, s. 167–190.
- Żurakowska Helena, Miłosz, Chciuk, Lipski, „Orzeł Biały” 1957, nr 8, s. 3.